# Artemó de Milet
Artemó de Milet fou un escriptor grec que va escriure una obra sobre la interpretació dels somnis en 22 llibres, tots els quals s'han perdut. És esmentat per Artemidor, Eustaci d'Epifania, Tertulià i Fabi Plancíades Fulgenci. En aquesta obra es recollien els significats dels somnis i les curacions que es van fer als santuaris de Serapis, on es practicava la incubatio, on el consultant es dirigia a un temple on havia de restar-hi una o més nits durant les quals observava determinades regles prescrites pels sacerdots. El déu normalment revelava els remeis per a la malaltia o donava les respostes durant un somni. Era en al·lusió a la incubatio que molts dels temples tenien estàtues representant el son i el somni. Artemidor Daldià va seguir la classificació dels somnis que havia fet Artemó. L'obra d'Artemó anava precedida d'una introducció teòrica, també citada per Artemidor.